# نيكولاي كوفش
نيكولاي كوفش (بالروسية: Ковш, Николай Петрович) مواليد 1965، هو دراج روسي. شارك في دورة الألعاب الأولمبية الصيفية وفاز بميدالية أولمبية.

## الميداليات
| الميدالية | المسابقة                       |
| --------- | ------------------------------ |
| فضية      | الألعاب الأولمبية الصيفية 1988 |

## روابط خارجية
- نيكولاي كوفش على موقع أرشيف الدراجات (الإنجليزية)
- نيكولاي كوفش على موقع CycleBase (الإنجليزية)
- نيكولاي كوفش على موقع أوليمبيديا (الإنجليزية)